# Ajania grubovii
Ajania grubovii là một loài thực vật có hoa trong họ Cúc. Loài này được Muldashev mô tả khoa học đầu tiên năm 1982.